# Rezolucja Rady Bezpieczeństwa ONZ nr 489
Rezolucja Rady Bezpieczeństwa ONZ nr 489 została przyjęta jednomyślnie 8 lipca 1981 r.
Po przeanalizowaniu wniosku Vanuatu o członkostwo w Organizacji Narodów Zjednoczonych, Rada zaleciła Zgromadzeniu Ogólnemu przyjęcie tego państwa do swojego grona.

## Źródło
- UNSCR - Resolution 489